# Distrito de Kawthaung
El distrito de Kawthaung (birmano: ကော့သောင်ခရိုင်) es un distrito de Birmania perteneciente a la región de Tanintharyi. Su capital es Kawthaung. En 2014 tenía 221 738 habitantes. El distrito, con una extensión de 9178 km², comprende el tercio meridional de la región, siendo el distrito más meridional del país.

## Organización territorial
El distrito está dividido en 2 municipios (población en 2014):
- Municipio de Bokpyin (81 718 habitantes) - capital en Bokpyin
- Municipio de Kawthaung (140 020 habitantes) - capital en Kawthaung